# Письма Томаса Манна
Письма немецкий писатель Томас Манн писал в течение всей жизни. Часть из них погибла (главным образом в нацистской Германии), но многие уцелели и издаются, начиная с 1960-х годов. Дочь писателя Эрика Манн издала около полутора тысяч посланий в отдельном трёхтомнике. Кроме того, отдельно издавались переписка Манна с братом Генрихом, с Германом Гессе, с другими деятелями культуры.
Во второй половине жизни Манн, работая над письмами, уже понимал, что они станут литературным памятником и будут изданы. Соответственно исследователи рассматривают их как значимую часть наследия писателя.